# Ditassa oxyphylla
Ditassa oxyphylla är en oleanderväxtart som beskrevs av Porphir Kiril Nicolai Stepanowitsch Turczaninow. Ditassa oxyphylla ingår i släktet Ditassa och familjen oleanderväxter. Inga underarter finns listade i Catalogue of Life.